# Bistum Piacenza-Bobbio
Das Bistum Piacenza-Bobbio (lat.: Dioecesis Placentina-Bobiensis, ital.: Diocesi di Piacenza-Bobbio) ist eine in Italien gelegene römisch-katholische Diözese mit Sitz in Piacenza.

## Weblinks

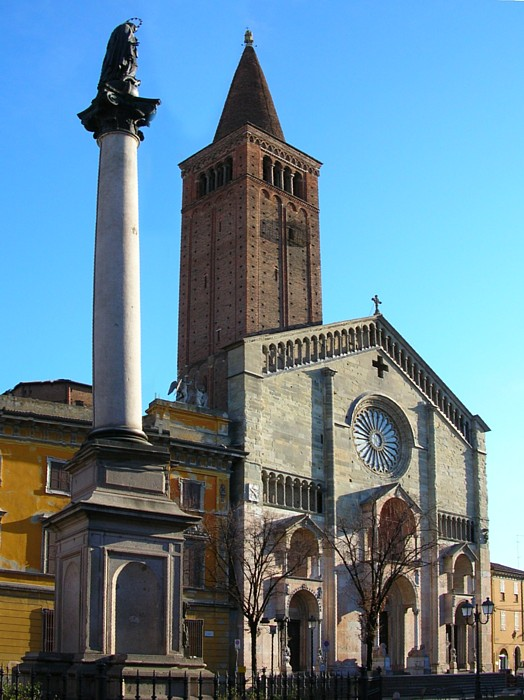
Kathedrale Santa Giustina e Santa Maria Assunta in Piacenza
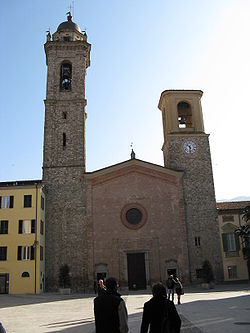
Konkathedrale Santa Maria Assunta in Bobbio

## Geschichte
Im 4. Jahrhundert wurde das Bistum Piacenza errichtet. Am 16. September 1989 wurde das frühere Bistum Bobbio vom Erzbistum Genua-Bobbio, dem es 1986 angegliedert worden war, abgetrennt und dem Bistum Piacenza angegliedert.
Das Bistum Piacenza-Bobbio ist dem Erzbistum Modena-Nonantola als Suffraganbistum unterstellt.